# チャールズ・ヘンリー・キング
チャールズ・ヘンリー・キング（Charles Henry King、1853年3月12日 - 1930年2月27日）は、アメリカ合衆国の実業家・銀行家である。アメリカ西部へ鉄道が延伸されることに商機を見出し、ネブラスカ州とワイオミング州の鉄道沿線で小売業、銀行、貨物運送業を起業した。キングが各地に設置した交易所は、後に都市に発展した。
また、キングは第38代アメリカ合衆国大統領ジェラルド・R・フォードの父方の祖父である。フォードはネブラスカ州オマハにあるキングの邸宅で生まれた。

## キャリア
キングは1880年代から、フリーモント＝エルクホーン＝ミズーリ・バレー鉄道（後のシカゴ・アンド・ノース・ウェスタン・トランスポーテーション・カンパニー）が西方へ延伸されるに伴い、その建設予定地に小売業、銀行、貨物運送業などを設立した。その戦略的なビジョンにより、開拓者や入植者が必要なもの供給する準備が整った。その過程で、キングはネブラスカ州チャドロンの発展に貢献した。キングの家族がチャドロンに住んでいた時に、キングの5人の子供のうち2人（レズリーを含む）が生まれた。
キングが設置した交易拠点から発展した都市に、ワイオミング州のフォート・フェッターマン、ダグラス、キャスパーがある。1889年にキャスパーに銀行を開設して、銀行業に進出した。この銀行は、現在のファースト・インターステート・バンクシステムの一部となっている。1896年に銀行を売却した後は、ウインドリバー地域の各地の鉱山と鉄道の終点キャスパーを結ぶ貨物事業に専念した。キングはワイオミング州のショショーニ、リバートン、アラパホのコミュニティ設立に貢献した。
1908年、キングは成長著しいネブラスカ州オマハに一家で移り住んだ。そして、オマハ中心部のウールワース・アベニュー3202番地に3階建て14部屋のヴィクトリアン様式の邸宅を建設した。邸宅内には豪華なダンスホールがあり、キング夫妻はここに多くのゲストを招いていた。キングはオマハでオマハ・ウール・アンド・ストレージ社を立ち上げ、息子のレズリーらと羊毛の売買をしていた。キングの資産は最大で2千万ドルに上ったと推定されている。孫娘によれば、キングはワイオミング州で最も裕福な男として知られていた。

## 私生活
キングは1853年3月12日にペンシルベニア州ファイエット郡ペリーで生まれた。父はリンチ・キング(Lynch King)、母はレベッカ・シェパード(Rebecca Shepherd)である。キングはマーサ・アリシア・ポーター(Martha Alicia Porter)と結婚した。マーサとの子供のうちで大人まで成長したのは息子2人と娘3人の5人である。息子の一人、レズリーは1912年9月7日にドロシー・エア・ガードナーと結婚した。ドロシーの妊娠中、2人は両親の実家で生活しており、そこで生まれた息子はレズリー・ジュニアと名づけられた。これが後の大統領、ジェラルド・R・フォードである。夫の家庭内暴力により、ドロシーは生後16日の息子を連れて家を飛び出し、ミシガン州グランドラピッズにある両親の家に身を寄せた。1913年12月にレズリーとドロシーの離婚が成立した。
レズリーの離婚と彼へ虐待疑惑というスキャンダルにより、キングは1913年にビジネスから引退し、カリフォルニア州に移住した。レズリーが息子の養育費の支払いを拒否したため、キングが息子に代わって自身が死ぬまで養育費を支払うことに同意し、実際に亡くなる直前の1929年までドロシーに養育費を支払っていた。
キングは1930年2月27日にロサンゼルスで死去した。遺体はカリフォルニア州グレンデールのフォレストローン墓地に埋葬され、後にレズリーもその近くに埋葬された。

## 史跡
- オマハにあったキングの邸宅跡は、ジェラルド・R・フォード生家（英語版）(Gerald R. Ford Birthsite and Gardens)として史跡となった。
- ショショーニに現存するキングの商館は、アメリカ合衆国国家歴史登録財に登録された[8]。